# Моксвілл (Північна Кароліна)
Моксвілл (англ. Mocksville) — місто (англ. town) в США, в окрузі Деві штату Північна Кароліна. Населення — 5900 осіб (2020).

## Географія
Моксвілл розташований за координатами 35°53′59″ пн. ш. 80°33′40″ зх. д. / 35.89972° пн. ш. 80.56111° зх. д. (35.899710, -80.561084).  За даними Бюро перепису населення США в 2010 році місто мало площу 19,55 км², з яких 19,52 км² — суходіл та 0,03 км² — водойми.

## Демографія
Згідно з переписом 2010 року, у місті мешкала 5051 особа в 1976 домогосподарствах у складі 1297 родин. Густота населення становила 258 осіб/км².  Було 2218 помешкань (113/км²).
Расовий склад населення:
| - 73,9 % — білих - 14,6 % — чорних або афроамериканців - 0,8 % — азіатів - 0,6 % — корінних американців - 6,7 % — осіб інших рас |

До двох чи більше рас належало 3,4 %. Частка іспаномовних становила 12,0 % від усіх жителів.
За віковим діапазоном населення розподілялося таким чином: 24,9 % — особи молодші 18 років, 56,8 % — особи у віці 18—64 років, 18,3 % — особи у віці 65 років та старші. Медіана віку мешканця становила 39,4 року. На 100 осіб жіночої статі у місті припадало 82,3 чоловіків;  на 100 жінок у віці від 18 років та старших — 76,9 чоловіків також старших 18 років.
Середній дохід на одне домашнє господарство  становив 47 811 долар США (медіана — 37 513), а середній дохід на одну сім'ю — 60 026 доларів (медіана — 43 040). Медіана доходів становила 41 683 долари для чоловіків та 30 136 доларів для жінок. За межею бідності перебувало 20,0 % осіб, у тому числі 22,3 % дітей у віці до 18 років та 9,8 % осіб у віці 65 років та старших.
Цивільне працевлаштоване населення становило 2136 осіб. Основні галузі зайнятості: освіта, охорона здоров'я та соціальна допомога — 23,5 %, виробництво — 15,4 %, мистецтво, розваги та відпочинок — 13,3 %, роздрібна торгівля — 12,2 %.